# Ларин, Иван Яковлевич
Ива́н Я́ковлевич Ла́рин (3 августа 1911, Нечаево, Тверская губерния — 25 октября 2001, Санкт-Петербург) — участник Великой Отечественной войны, Герой Советского Союза.

## Биография
Родился 3 августа 1911 года в деревне Нечаево (ныне — в Бежецком районе Тверской области) в семье крестьянина. Русский.
Образование среднее. С ранних лет увлекался плотницким делом. В 1930 году он уехал в Ленинград, где работал плотником. В 1933 году вступил в комсомол, в октябре того же года его призвали на флотскую службу. Пять лет прослужил на Тихоокеанском флоте.
Участник советско-финской войны 1939—1940 годов. Окончил курсы комсостава подводного плавания в мае 1941 года и был назначен командиром катера-тральщика 1-й бригады траления Балтийского флота «КТЩ—706».
В боях Великой Отечественной войны с июня 1941 года, член ВКП(б)/КПСС с этого же года.
Катерный тральщик «КТЩ-706» под командованием мичмана Ларина в числе других обеспечивал переход наших кораблей из Таллина в Кронштадт в 1941 году, участвовал в высадке десантов, доставке им оружия и продовольствия. Экипаж катера участвовал в прорыве Балтийского флота из Таллина в Кронштадт — историческом Таллинском переходе. Несколько раз ходил катерный тральщик в Таллин, сопровождая караваны судов и неся дозорную службу. Он ежедневно проводил траления, очищая от мин Финский залив и бухты. Моряки-балтийцы высаживали десанты на побережье Рижского залива, на островах Даго, Эзель и в других местах.
Когда шли бои за Моонзундский архипелаг, катер Ларина двое суток находился в гуще сражений: подвозил боеприпасы и подкрепление десантникам, поддерживая их огнём, эвакуировал раненых. Откатываясь назад, фашисты пытались использовать любой рубеж. Закрепились они и на острове Эзель. При высадке десанта на остров катер Ларина шёл концевым в строю. По сигналу: «Высадить десант!» — его судно развило предельную скорость и вырвалось вперёд. Храбрость его экипажа увлекла за собой и всех остальных. Первым высадив десант, Ларин не спешил уйти из зоны обстрела. Он видел, что один из катеров сел на подводные камни и мог быть уничтожен фашистами. Несмотря на сильный огонь противника, судно Ларина приблизилось к пострадавшему катеру, сняло его с камней и вывело из опасной зоны.
В августе 1941 года караван судов оставил Таллинский порт и ушёл курсом на Кронштадт. Погода стояла тихая и солнечная. Сигнальщик, старший матрос Алексей Павлов, внимательно смотрел за воздухом и водной поверхностью. Вдруг он громко крикнул: «Самолёты противника справа 20!». Командир приказал приготовить пулемёты к бою. Самолёты атаковали транспорт. Одна бомба попала в судно, вспыхнул пожар. Катерный тральщик Ларина получил приказ спасти людей. Осторожно продвигаясь к транспорту, Ларин маневрировал, уклоняясь от обстрелов вражеских самолётов. Когда катер подошёл к загоревшемуся судну, восемнадцать человек моряки подняли на борт катера. Остальных спасли другие корабли.
В августе 1942 года катер Ларина был включён в оперативную группу. Задание: встретить и провести за тралами нашу подводную лодку. В заданном районе наши корабли прикрытия вступили в бой с противником, преследовавшим советскую подводную лодку, а группе катерных тральщиков было приказано выйти из района боя и быть готовым применить тралы. В сложной обстановке морского боя катера потеряли друг друга из виду. Экипаж Ларина остался один. Тихоходный, с лёгкой артиллерией на борту, катер «КТЩ-706» мог стать лёгкой добычей для противника. Ларин объяснил команде сложность положения. Несколько часов команда провела в напряжении, готовая ежеминутно встретить врага. Катер успешно выполнил боевую задачу и благополучно вернулся на базу.
Тральщик Ларина провёл 320 операций по тралению вражеских мин, обезвредил более 60 мин, лишь за один год подвергся 22 массированным налётам авиации противника, прошёл за годы войны тысячи миль, выполняя различные задания, 9 раз возвращался на базу с серьёзнейшими повреждениями, спас от гибели более 500 военных.
После окончания войны Иван Яковлевич Ларин ещё три года нёс службу на флоте.
После демобилизации в 1948 году И. Я. Ларин два года был председателем горисполкома Балтийска (Калининградская область). Потом окончил двухгодичную партийную школу в Ленинграде, работал в аппарате Калининградского обкома КПСС. Затем переехал в Ленинград, руководил одним из отделов ленинградского завода «Северный пресс». Старший лейтенант в отставке, Ларин вёл большую общественную работу на заводе, в Совете ветеранов Великой Отечественной войны и в Военно-морском обществе.
Умер 25 октября 2001 года. Похоронен в Санкт-Петербурге на Большеохтинском кладбище.

## Память
- Отмечалось 100-летие со дня рождения Героя[1].
- Названа улица в городе Уральск (Казахстан)

## Награды
- Указом Президиума Верховного Совета СССР от 6 марта 1945 года за образцовое выполнение боевых заданий командования на фронте борьбы с немецко-фашистским захватчиками и проявленные при этом мужество и героизм гвардии мичману Ларину Ивану Яковлевичу присвоено звание Героя Советского Союза с вручением ордена Ленина и медали «Золотая Звезда» (№ 5078).
- Был награждён орденом Красного Знамени, двумя орденами Отечественной войны 1-й степени, орденом Красной Звезды и военными медалями. Позже за успехи в организации морского лова рыбы он был удостоен ордена Знак Почёта, а также медали «Ветеран труда»[2].